# Epígenes de Sició
Epígenes de Sició (en llatí Epigenes, en grec antic Ἐπιγέτης) fou un poeta còmic grec que menciona Suides del que diu que era el més antic escriptor de tragèdies. De vegades se l'ha confós amb Epígenes d'Atenes.
Amb la paraula "tragèdia" (τραγῳδία), només es pot entendre l'antiga tragèdia ditiràmbica i satírica, on és possible que Epígenes hagués estat el primer en introduir algunes modificacions i temes nous. Existeixen els testimonis de Miquel Apostoli, Foci i Suides que diuen que Epígenes va donar lloc a la dita οὐδὲν πρὸς τὸν Διόνυσον ("res després de Dionís"), cosa que indicaria que va donar els primers passos en la transformació de l'antiga actuació de la lírica coral cantada a Dionís en la tragèdia dramàtica dels temps posteriors.
La seva època és desconeguda, i el tema ja era dubtós per Suides, que diu que va ser el vuitè autor abans que Tespis, encara que també diu que es deia que el va precedir molt poc en el temps.